# Archen Aydin
Archen Aydin (tiếng Thái: อาเชน ไอย์ดึน, phiên âm: A-chen Ai-đơn, sinh ngày 10 tháng 3 năm 2001) còn có nghệ danh là Joong (จุง), là một diễn viên và ca sĩ người Thái Lan trực thuộc GMMTV. Anh được biết đến lần đầu tiên với vai Ming trong 2Moons2 (2019), tiếp đến là vai Khabkluen trong Star & Sky Series (2022) đóng cặp với Dunk Natachai, Joke trong Hidden Agenda (2023) và tiếp tục là bạn diễn với Dunk Natachai.
Joong Archen là cựu thành viên của nhóm nhạc Thái Lan OXQ.

## Tiểu sử và sự nghiệp

### Tiểu sử
Anh sinh ngày 10 tháng 3 năm 2001 tại Thái Lan. Năm 8 tuổi, anh đã chuyển đến sống cùng mẹ và cha dượng ở Thổ Nhĩ Kỳ trong 9 năm. Anh ấy có thể nói thông thạo tiếng Thổ Nhĩ Kỳ. Joong trở lại Thái Lan để theo đuổi ước mơ gia nhập ngành giải trí. Anh cũng theo học tại Đại học Quốc tế Stamford (STIU) ở Bangkok, Khoa Thiết kế Truyền thông Sáng tạo và anh có thể nói được tiếng Anh và tiếng Trung cơ bản. Hiện tại anh đã chuyển trường sang học tại Đại học Bangkok, Khoa Truyền thông, ngành Broadcasting and Streaming - Media Production.

### Sự nghiệp
Joong đã chiến thắng "Mister Teen Thailand" năm 2018. Anh trở thành diễn viên khi ký hợp đồng với công ty Motive Village. Anh ra mắt với tư cách là diễn viên thông qua vai Ming trong 2Moons2 Ngày 4 tháng 6 năm 2020, anh debut với tư cách là thành viên của nhóm nhạc nam Thái Lan OXQ với vị trí visual, vũ công chính và giọng ca chính của nhóm. Vào tháng 11 cùng năm, anh ấy tiết lộ rằng anh ấy đã trở thành một thực tập sinh của Insight Entertainment và xác nhận rời khỏi Motive Village và nhóm nhạc.
Tháng 1 năm 2021, anh thông báo rằng anh sẽ không tiếp tục với vai diễn của mình trong phim 2Moons2. 2 tháng sau, công ty xác nhận rằng không ai trong số các diễn viên ban đầu của bộ phim sẽ quay lại đóng vai chính một lần nữa. Vào ngày 12 tháng 9 năm 2021, anh đã gián tiếp thông báo thông qua tài khoản Twitter và Instagram của mình rằng anh ấy sẽ đồng hành cùng GMMTV với tư cách là tài năng mới nhất của GMMTV, anh cũng thông báo rời khỏi Insight Entertainment và nhóm trước khi ra mắt từ công ty đó.
Năm 2022, anh ra mắt với tư cách là diễn viên của GMMTV thông qua bộ phim Star In My Mind đóng cặp với Natachai Boonprasert (Dunk). Thông qua dự án GMMTV2023, Joong lại tiếp tục đóng cặp với Dunk Natachai trong series Hidden Agenda, cũng như tham gia dự án Our Skyy2.

## Điện ảnh

### Phim truyền hình
| Năm  | Tên phim                             | Vai       | Ghi chú   | Chú thích |
| ---- | ------------------------------------ | --------- | --------- | --------- |
| 2019 | 2Moons2                              | Ming      | Vai chính |           |
| 2022 | Star & Sky Series: Star in My Mind   | Khabkluen | Vai chính | [ 6 ]     |
| 2022 | Star & Sky Series: Sky in Your Heart | Khabkluen | Vai phụ   | [ 7 ]     |
| 2022 | The Warp Effect                      | Tony      | Vai phụ   | [ 8 ]     |
| 2022 | Mafia The Series: Guns and Freaks    | Beam      | Vai chính | [ 9 ]     |
| 2023 | Home School                          | Amin      | Khách mời |           |
| 2023 | Hidden Agenda                        | Joke      | Vai chính | [ 10 ]    |
| 2023 | Our Skyy 2                           | Khabkluen | Vai chính | [ 11 ]    |
| 2023 | Ploy's Yearbook                      | Pongtawan | Vai chính |           |

### Special
| Năm  | Tên phim                                 | Vai       | Ghi chú   | Chú thích |
| ---- | ---------------------------------------- | --------- | --------- | --------- |
| 2019 | 2 Moons 2 Special: Before the Moon Rises | Ming      | Vai chính |           |
| 2022 | Star & Sky Special EP                    | Khabkluen | Vai chính |           |
| 2023 | Hidden Agenda EP                         | Joke      | Vai chính |           |

### TV Show
| Năm  | Tên show                        | Ghi chú                                                   | Chú thích     |
| ---- | ------------------------------- | --------------------------------------------------------- | ------------- |
| 2020 | Travel With Us                  | Host chính                                                |               |
| 2020 | OXQKRAB                         | Thành viên chính                                          |               |
| 2020 | รายการก่อนบ่ายคลายเครียด           | Khách mời                                                 |               |
| 2021 | Arm Share                       | Khách mời (tập 83)                                        | [ 12 ]        |
| 2022 | Arm Share                       | Khách mời (tập 96, 98, 101)                               | [ 13 ]        |
| 2022 | Safe House 3: BEST BRO SECRET   | Thành viên chính                                          | [ 14 ]        |
| 2022 | Take with ToeyS                 | Khách mời (tập 55, 70)                                    | [ 15 ] [ 16 ] |
| 2022 | Force Book Show Real Special    | Khách mời                                                 | [ 17 ]        |
| 2022 | School Rangers                  | Khách mời (tập 220-221)                                   | [ 18 ] [ 19 ] |
| 2023 | LittleBIGworld with Pond Phuwin | Khách mời tập 12                                          | [ 20 ]        |
| 2023 | Project ALPHA                   | Tập 8, cuối                                               | [ 21 ] [ 22 ] |
| 2023 | 4x4 Celebrity                   | Tập 769 (Joss, Pluem, Lee, New, Force, Book, Joong, Dunk) | [ 23 ]        |
| 2023 | Hidden Hangout                  | Host chính                                                |               |
| 2023 | รถทาเลนท์                        | Khách mời (tập 21)                                        |               |
| 2024 | School Rangers                  | Thành viên chính                                          |               |

### Video ca nhạc
| Năm  | Bài hát                                       | Ca sĩ              | Ghi chú                                  |
| ---- | --------------------------------------------- | ------------------ | ---------------------------------------- |
| 2020 | ME (ผมเองครับ)                                 | OXQ                | cùng với Pavel, Benjamin, Dome và Nine   |
| 2020 | Long Trip (ต้น ธนษิต)                           | Thanasit Jaturaput | cùng với Kornchid Boonsathipakdee        |
| 2021 | I LIKE U SUMMER (ฤดูเรา)                       | Insight Rookies    | cùng với Cheetah, Frank, Pentor và Samui |
| 2022 | My Starlight (แล้วแต่ดาว)                       | Joong Archen       | Ost. Star In My Mind                     |
| 2022 | My Starlight (English Version)                | Joong, Dunk        | Ost. Star In My Mind                     |
| 2022 | Star&Sky (ท้องฟ้ากับแสงดาว)                      | Louis Thanawin     | Ost. Star & Sky                          |
| 2022 | Angel Baby Covered                            | Joong Archen       |                                          |
| 2022 | ถ้าเราไม่รู้จักกัน                                  | Joong Archen       | Ost. MY DEAR DONOVAN                     |
| 2023 | Reverse (จะเลิกกันอีกวันไหน)                      | DUNK feat. F.HERO  | cùng với DUNK, F.HERO, Dunk và Kapook    |
| 2023 | No More Empty Nights (ท้องฟ้ากับแสงดาวและสองเรา) | Joong, Dunk        | Ost. Our Skyy2                           |
| 2023 | Hidden Agenda (หมดเวลาซ่อน)                    | Joong, Dunk        | Ost. Hidden Agenda                       |
| 2023 | Your Smile (อย่านอยด์ดิ)                         | Joong Archen       | Ost. Hidden Agenda                       |

## Danh sách đĩa nhạc
| Tư cách thành viên OXQ             | Tư cách thành viên OXQ                        | Tư cách thành viên OXQ                   |
| Năm                                | Bài hát                                       | Ghi chú                                  |
| ---------------------------------- | --------------------------------------------- | ---------------------------------------- |
| 2020                               | ME (ผมเองครับ)                                 | cùng với Pavel, Benjamin, Dome và Nine   |
| Tư cách thành viên Insight Rookies |                                               |                                          |
| Năm                                | Bài hát                                       | Ghi chú                                  |
| 2021                               | I LIKE U SUMMER (ฤดูเรา)                       | cùng với Frank, Cheetah, Pentor và Samui |
| Star and Sky: Star in My Mind OST  |                                               |                                          |
| Năm                                | Bài hát                                       | Ghi chú                                  |
| 2022                               | My Starlight (แล้วแต่ดาว)                       | GMMTV Records                            |
| 2022                               | My Starlight (English Version)                | cùng với Dunk                            |
| 2022                               | ถ้าเราไม่รู้จักกัน                                  | Ost. MY DEAR DONOVAN                     |
| Our Skyy 2 OST                     |                                               |                                          |
| Năm                                | Bài hát                                       | Ghi chú                                  |
| 2023                               | No More Empty Nights (ท้องฟ้ากับแสงดาวและสองเรา) | cùng với Dunk                            |
| Hidden Agenda OST                  |                                               |                                          |
| Năm                                | Bài hát                                       | Ghi chú                                  |
| 2023                               | Hidden Agenda (หมดเวลาซ่อน)                    | cùng với Dunk                            |
| 2023                               | Your Smile (อย่านอยด์ดิ)                         | cùng với Dunk                            |

## Chuyến lưu diễn
| Năm  | Tên chương trình                                             | Ngày                      | Địa điểm                                   | Tham khảo     |
| ---- | ------------------------------------------------------------ | ------------------------- | ------------------------------------------ | ------------- |
| 2022 | Star In My Mind Final EP FanMeeting                          | Ngày 27 tháng 5 năm 2022  | Siam Pavalai Theatre, tầng 6, Siam Paragon | [ 24 ]        |
| 2022 | FEEL FAN FUN CAMPING CONCERT                                 | Ngày 15 tháng 10 năm 2022 | Union Hall, Union Mall                     | [ 25 ]        |
| 2022 | JoongDunk 1st Fan Meeting in Cambodia                        | Ngày 3 tháng 12 năm 2022  | Smart Aeon 2, Phnôm Pênh                   | [ 26 ]        |
| 2023 | JoongDunk Shining in Vietnam                                 | Ngày 15 tháng 1 năm 2023  | Gala Center, Thành phố Hồ Chí Minh         | [ 27 ] [ 28 ] |
| 2023 | GMMTV Fanday 3 In Seoul : JoongDunk 1st Fan Meeting In Seoul | Ngày 22 tháng 4 năm 2023  | Guro-gu Community Center, Seoul            | [ 29 ]        |
| 2023 | GMMTV Fanday 4 In Osaka: JoongDunk Show                      | Ngày 7 tháng 5 năm 2023   | Dojima River Forum, Osaka                  | [ 30 ]        |
| 2023 | LOVE OUT LOUD FAN FEST 2023 : LOVOLUTION                     | Ngày 29 tháng 4 năm 2023  | Royal Paragon Hall, Siam Paragon           | [ 31 ]        |
| 2023 | GMMTV MUSICON                                                | Ngày 5 tháng 6 năm 2023   | Zepp DverCity & Toyosu PIT, Tokyo          | [ 32 ]        |
| 2023 | Joong Dunk: Back to Memories in Vietnam                      | Ngày 5 tháng 8 năm 2023   | The Adora Center, Thành phố Hồ Chí Minh    | [ 33 ]        |
| 2023 | Fanday in Bangkok & Hidden Agenda Final EP                   | Ngày 24 tháng 9 năm 2023  | Union Hall, Union Mall                     |               |
| 2023 | GMMTV Fanfest Live in Japan                                  | Ngày 9 tháng 10 năm 2023  | Tokyo, Japan                               |               |
| 2023 | Joong Dunk Hidden Love in PP                                 | Ngày 28 tháng 10 năm 2023 | Aeon Mall Sen Sok (Aeon2), Phnôm Pênh      | [ 34 ]        |
| 2023 | GMMTV FAN-EVENT IN TOKYO                                     | Ngày 3 tháng 11 năm 2023  | Animate Ikebukuro Flagship Store, Tokyo    |               |
| 2023 | JoongDunk 1st Fan Meeting In Taipei                          | Ngày 11 tháng 11 năm 2023 | Legacy Taipei, Taipei                      |               |
| 2023 | GMMTV Fanday 8 in Manila                                     | Ngày 18 tháng 11 năm 2023 | The Podium Hall, Manila                    |               |

## Giải thưởng và đề cử
| Năm  | Giải thưởng             | Thể loại                                          | Kết quả   | Ghi chú |
| ---- | ----------------------- | ------------------------------------------------- | --------- | ------- |
| 2020 | 14th KAZZ AWARDS        | Chàng trai của năm                                | Đoạt giải | N/A     |
| 2020 | 14th KAZZ AWARDS        | Cặp đôi của năm cùng với Kornchid Boonsathipakdee | Đề cử     | N/A     |
| 2022 | THAILAND DIGITAL AWARDS | Cặp đôi của năm cùng với Natachai Boonprasert     | Đoạt giải | [ 37 ]  |